# Sineugraphe nigromaculata
Sineugraphe nigromaculata är en fjärilsart som beskrevs av Ludwig Carl Friedrich Graeser 1888. Sineugraphe nigromaculata ingår i släktet Sineugraphe och familjen nattflyn. Inga underarter finns listade i Catalogue of Life.